# Astrid Maria Cunha e Silva
Astrid Maria da Cunha e Silva (Teresina, 4 de janeiro de 1956) é uma médica e política brasileira. Foi prefeita do município paraense de Viseu de 1996 a 2004.

## Política
Em 2004, a deputada estadual Eulina Rabelo, que tinha uma relação homoafetiva notória na cidade com Astrid lançou-se candidata à prefeitura de Viseu. A candidatura foi impugnada e o Tribunal Superior Eleitoral decidiu que Eulina não poderia ser candidata, pois a relação homoafetiva deveria ter a mesma vedação sujeita ao cônjuge ou companheiro heterossexual, conforme §7º do artigo 14 da Constituição Federal de 1988. Durante a campanha de Eulina, sofreu insultos homofóbicos, gerando brigas na cidade a respeito do tema. Durante o julgamento do processo eleitoral, os advogados de Eulina negaram a relação homoafetiva, mas após a eleição Eulina confirmou o relacionamento.
Em 2006, Astrid (conhecida como Dra. Astrid) candidatou-se à deputada estadual pelo PFL, obtendo apenas a suplência, com 7.414 votos. Em 2008, o Tribunal Regional Eleitoral do Pará divulgou seu nome na lista dos inelegíveis, por ter contas julgadas irregulares pelo Tribunal de Contas do Estado do Pará.